# عروة بن زبیر
عروة بن زبیر با نام و کنیه ابوعبدالله عروه، فرزند زبیر پسر عوام پسر خویلد، در سال ۲۲ یا به روایتی ۲۶ هجری قمری زاده شد. عروة بن زبیر از تابعین مدینه و یکی از هفت فقیه آن شهر بود که آنجا زندگی می‌کرد. پدرش زبیر پسر عوام، پسر صفیه عمه محمد پیامبر اسلام و یکی از یاران نامدار او بود. نام مادر او اسماء دختر ابوبکر و برادرش عبدالله بن زبیر بود. عروه، دانشمند، راوی حدیث و فقیه پرتلاشی بود. احادیث متعددی از او نقل شده‌است. او می‌گوید من در روز جنگ جمل پسر کوچکی بودم و به همین جهت من را در جنگ شرکت ندادند. داستانی از او حکایت شده‌است که روزی او با دو برادرش مصعب و عبدالله در مسجدالحرام نشسته بودند و هر کدام آرزوی خود را بیان کردند، یکی از آنان آرزو کرد که حرمین را صاحب شود و به خلافت مسلمانان برسد. یکی دیگر گفت که می‌خواهم مالک عراق شوم و با فلان زن ازدواج کنم. عروة بن زبیر گفت من آرزو دارم که زهد در دنیا و رستگاری در آخرت داشته باشم و از من دانش، روایت کنند. عروه به مدینه مهاجرت کرد و در همان جا سکنی گزید. چاهی در مدینه به نام اوست، عروه در مدینه را او حفر کرده که هیچ چاهی به شیرینی آب آنجا یافت نمی‌شد. او در مزرعه خود در اطراف مدینه در سال ۹۴ هجری قمری از دنیا رفت.
عروة